# Język bradź
Język bradź, bradź bhasza (hindi ब्रज भाषा) – język w środkowych Indiach, jeden z głównych dialektów literackich języka hindi używany w tzw. „regionie bradź” (bradź bhumi) w obszarze hindi zachodniego (paścim hindi).

## Lokalizacja
Słowo bradź dosłownie znaczy „obora, zagroda”. Bradź bhumi to pojęcie bardziej kulturowe niż polityczne. Obejmuje, znany z tradycji pasterskich w stanie Uttar Pradesh, region następujących miast: Agra, Aligarh, Badayu, Bareli, Dhaulapur, Eta, Mainnpur, Mathura. W okresie wojen, opisanych w Mahabharacie, był odrębnym państwem. Kojarzony jest przede wszystkim z miejscem narodzin i dzieciństwa Kryszny.

## Historia
Powstał z dialektu apabharanśi śauraseni na początku drugiego tysiąclecia n.e.
Preferowany był, jako medium ekspresji poetyckiej, zwłaszcza w ramach ruchu religijnego bhakti. Funkcję wiodącego dialektu literackiego prozy hindi przejął następnie dialekt khariboli w XIX w. W poezji bradźbhasza rolę dominującego dialektu utrzymał do początków XX wieku.

## Podobne warianty językowe
- bradźbuli – dialekt hindi pośredni pomiędzy maithili i bengali z wpływami słownictwa bradź bhasza, używany przez średniowiecznych poetów krisznaickich w Bengalu, Asamie i Orisie.

## Przedstawiciele
Tworzyli w nim wielcy poeci:
- Asztaćhapa;
- Amir Chusru;
- Biharilal (1595–1664);
- Bhuszan (1612–1714);
- Bhai Gurdas;
- Ćaube Bihari Lal (1603–1663);
- Dhruwadas (1563–1643):
- Hariaudh (1865–1941);
- Hariśćandra (1850–1885):
- Mira Bai;
- Surdas (1478–1582);

jak również pisarze:
- Bharatendu (1850–1855);
- Indradźit;
- Lallulal (1763–1825);

Bradź jest również głównym językiem pieśni należących do tradycji
tzw. klasycznej muzyki hindustani.